# Palazzo Tiepolo Passi
Palazzo Tiepolo Passi, conosciuto anche come Palazzetto Tiepolo o Palazzo Tiepoletto Passi, è un palazzo di Venezia, ubicato nel sestiere di San Polo ed affacciato sul lato destro del Canal Grande, tra il Palazzo Soranzo Pisani e Palazzo Giustinian Persico.

## Storia
Da un appartamento di questo palazzo, il 3 novembre 1945, andarono in onda le trasmissioni Radio Venezia Giulia rivolte a dare informazioni e sostegno psicologico alla popolazione italiana della regione Venezia Giulia e in particolare a quella residente in Istria sotto il controllo jugoslavo di Tito. Il compito di aprire la radio era stato coordinato con il Ministero degli esteri e il Conte Justo Giusti del Giardino.

## Architettura
Si tratta di un palazzo dalla forma stretta e alta, che si sviluppa su quattro livelli, dove solo il primo piano ha dei pregi architettonici.
Il pian terreno con mezzanino ha una base in pietra e un portale d'acqua con architrave posizionato sulla destra. Il primo piano nobile presenta, sulla sinistra, una piccola terrazza con bifora ad archi trilobati, con fioroni all'apice separati da una colonna centrale, mentre sulla destra si trovano due monofore ad archi trilobati. Gli altri piani hanno quattro aperture ricalcanti le finestre sottostanti.